# Rue du Département
La rue du Département est une voie des 18e et 19e arrondissements de Paris, en France.

## Situation et accès
La rue du Département est une voie publique située dans les 18e et 19e arrondissements de Paris. Elle débute au 9, rue de Tanger et se termine au 34, rue Marx-Dormoy.
Elle est desservie par les lignes 2, 5 et 7 à la station Stalingrad.

## Origine du nom
Son nom se rapporte à l'ancien département de la Seine.

## Historique
Cette voie des anciennes communes de la Villette et de la Chapelle a été ouverte entre les actuelles rue de Tanger et rue d'Aubervilliers en 1853 et rattachée à Paris en 1863. Une deuxième partie est ouverte en 1842 entre les actuelles rues Marx-Dormoy et d'Aubervilliers.
La dernière partie est ouverte en 1853, entre les actuelles rues d'Aubervilliers et Pajol.
Le 15 avril 1918, durant la première Guerre mondiale, un obus lancé par la Grosse Bertha explose sur la voie ferrée de L'Est en bordure de la rue du Département.

## Bâtiments remarquables et lieux de mémoire
- Les jardins d'Éole, espace vert inauguré le 12 mai 2007.
- Temple hindou de Muthumariamman
- Square Françoise-Hélène-Jourda
- IUT Pajol
- No 1 : emplacement de la fontaine marchande d’Isly[2].